# Vídeos de primera
Vídeos de primera fue un programa de televisión emitido en España por TVE-1 entre 1990 y 1998, en el que concursaban vídeos domésticos enviados por los telespectadores. Era una adaptación del programa estadounidense America's Funniest Home Videos, del cual también se emitían vídeos, aunque ya fuera de concurso. Se estrenó el 18 de septiembre de 1990, con un premio de un millón de pesetas para el ganador.